# Wasyl Barka
Wasyl Barka (ukr. Василь Костянтинович Барка, właśc. Василь Костянтинович Очерет, Wasyl Oczeret, inny ps. Iwan Werszyna, ur. 16 lipca 1908 we wsi Sołonycia, zm. 11 kwietnia 2003 w Nowym Jorku) – amerykański prozaik ukraińskiego pochodzenia, poeta, tłumacz i literaturoznawca. Autor powieści Żółty książę.

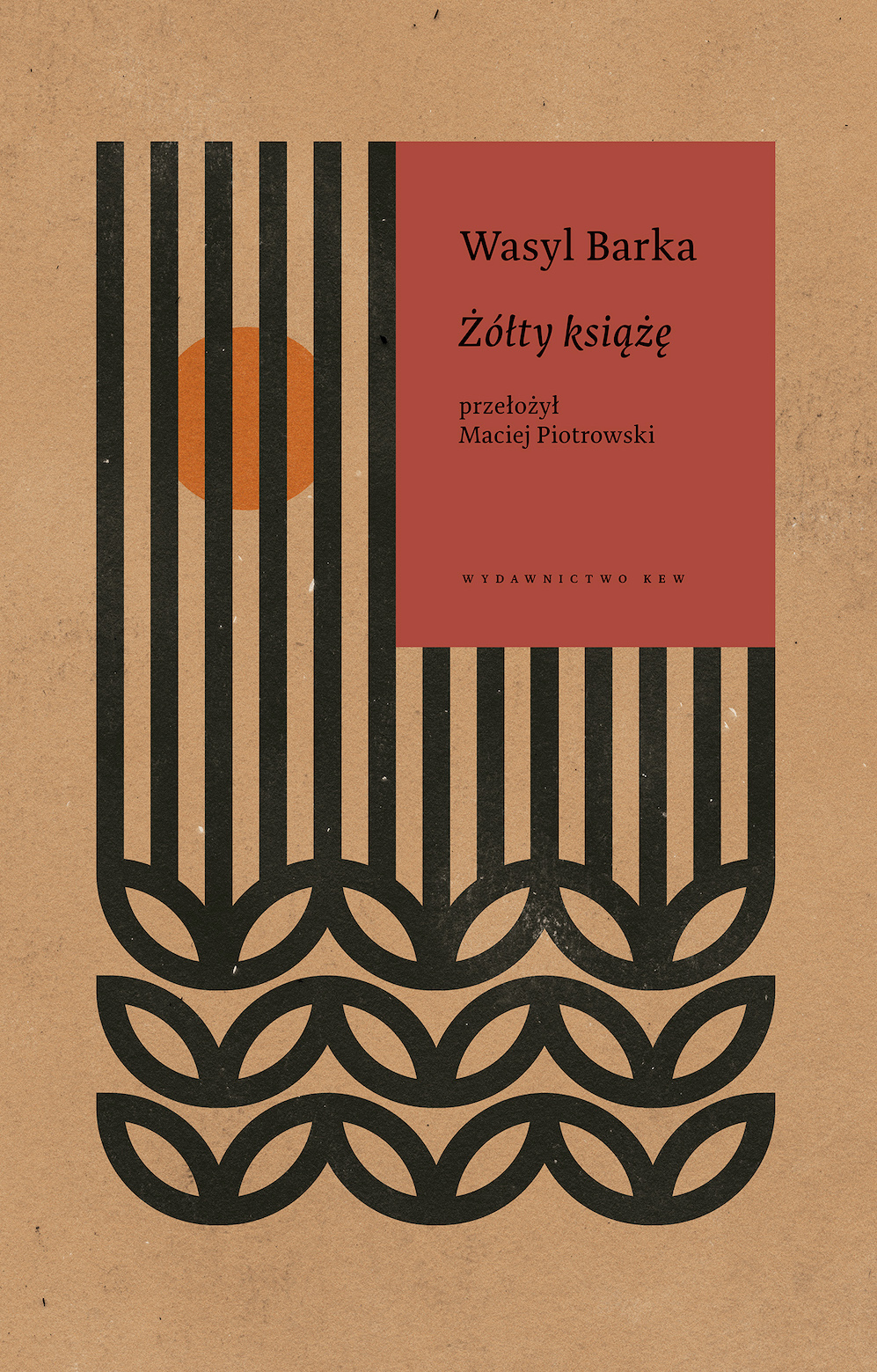
Żółty książę w przekładzie na język polski

## Życiorys
Wasyl Barka urodził się w niezamożnej rodzinie z tradycjami kozackimi. Rozpoczął naukę w szkole podstawowej w Łubniach, następnie studiował w seminarium duchownym (przemianowanym później na gimnazjum) – jedynej dostępnej dla niego bezpłatnej szkole. Niestety, jego ojciec zachorował na tyfus, co zmusiło Barkę do szukania pracy w okolicznych wsiach, by móc wyżywić rodzinę. W końcu udało mu się wrócić do Łubniów i kontynuować naukę w Łubieńskim Technikum Pedagogicznym. Przyszły pisarz zdobył pracę nauczyciela matematyki i fizyki, którą później źle wspominał, ponieważ przedmioty te całkiem go nie interesowały. Do 1928 r. Wasyl Barka uczył fizyki i matematyki w górniczym miasteczku Sioma Rota (dziś: Nyżnie) w Donbasie, nad Dońcem. Nie dawało mu to jednak satysfakcji, ani w żaden sposób nie czuł się tam spełniony. W tym samym roku wszedł w konflikt z miejscowym komitetem partyjnym, wskutek czego postanowił zmienić miejsce zamieszkania. Przeprowadził się do Krasnodaru, gdzie ukończył studia filologiczne. W 1940 roku obronił dysertację z dziedziny historii średniowiecznej literatury zachodnioeuropejskiej. 
Latem 1932 r. Wasyl Barka ożenił się z adygejską dramatopisarką Dolethan Natho, a w 1933 r. urodził mu się syn Jurij. Przeżył tragedię sztucznego głodu, co w wielkim stopniu odbiło się na jego twórczości. Po wybuchu II wojny światowej zgłosił się do oddziałów pomocniczych Armii Czerwonej (tzw, opołczienija), został poważnie ranny podczas walk i znalazł się po drugiej stronie frontu. Początkowo ukrywał się tam, a później zalegalizował swój pobyt pod niemiecką okupacją i znalazł pracę jako korektor w gazecie "Kubań".
Jednak 29 stycznia 1943 zmuszony przez władze III Rzeszy, wyjeżdża na roboty przymusowe do Berlina. W 1945 przedostał się w kierunku Augsburgu, gdzie znalazł się w obozie dla dipisów. W Niemczech pozostawał do 1950 r. W końcu udało mu się wyjechać do Ameryki i tam kontynuować pracę twórczą. Pracował w "Radiu Swoboda" oraz ukraińskich emigracyjnych czasopismach. 11 kwietnia 2003 r. w wieku 95 lat Wasyl Barka umiera w Nowym Jorku.

## Twórczość literacka
Na literacki dorobek Wasyla Barki składają się wiersze, powieści, eseje, przekłady. Debiutował tomikiem wierszy pt. Шляхи w 1930 r. Jego poezja okresu przedwojennego została poddana krytyce z pozycji socrealistycznych, w wyniku czego przestał upubliczniać swoje utwory. Wrócił do publikacji po 1943 roku, po opuszczeniu Związku Sowieckiego. 
Jego emigracyjna twórczość zawiera wyraźne nastawienie antysowieckie. Charakterystyczna dla jego twórczości okresu powojennego jest głęboka religijność, częste motywy biblijne.
Autor przekładu Apokalipsy Św. Jana, Króla Leara, fragmentów Boskiej komedii. 

## Poezja
- Шляхи (Charków, 1930)
- Цехи (Charków, 1932)
- Апостоли (Ausburg, 1946)
- Білий світ (Monachium, 1947)
- Псалом голубиного поля (Nowy Jork, 1953 lub 1958)
- Океан (Nowy Jork, 1959)
- Лірник (Nowy Jork, 1968)

## Powieści
- Рай (Nowy Jork, 1953)
- Жовтий князь (Nowy Jork, 1963), Żółty książę[6] został wydany w języku polskim przez Wydawnictwo KEW w 2022 roku. Autorem przekładu jest Maciej Piotrowski[1].
- Swidok dlia soncia szestykryłych (Nowy Jork, 1981)

## Prace literaturoznawcze
- Chliborobśkyj Orfej, abo Kliarnetyzm (Nowy Jork, 1961)
- Prawda Kobzara (Nowy Jork, 1961).

## Literatura
- Енциклопедія українознавства, Lwów 1993, t. 1, s. 94